# Aleimma
Aleimma là một chi bướm đêm thuộc phân họ Tortricinae của họ Tortricidae.

## Các loài
- Aleimma loeflingiana (Linnaeus, 1758)